# Inkagull
Inkagull (Cantua buxifolia), är Perus nationalväxt. Det är en buske som blir drygt 2 meter hög med röda blommor.
Inkagull är en blågullsväxtart som beskrevs av Jussieu och Lamarck. Cantua buxifolia ingår i släktet Cantua och familjen blågullsväxter. Inga underarter finns listade i Catalogue of Life.